# 彭文
彭文（1477年—？），字相道，江西吉安府安福縣人，民籍，明朝政治人物。

## 生平
江西鄉試第三十四名舉人。正德十二年（1517年）中式丁丑科會試第一百六十四名，登第三甲第一百九十九名進士。兵部观政，卒于官。

## 家族
曾祖彭賓興；祖父彭春伯；父彭悅，曾任義官。母王氏。永感下。兄弘、珍、端、符。